# Resia ichthyoides
Resia es un género monotípico de plantas herbáceas perteneciente a la familia Gesneriaceae. Su única especie: Resia ichthyoides, es originaria de América.

## Descripción
Son hierbas perennifolias o subarbustos, con tallo erecto (que llegan a ser independientes), ramificados con raíces fibrosas. Hojas obovadas alternas, subsésiles, membranosa o  oblanceoladas, venas laterales numerosas. Las inflorescencias en cimas axilares, con largo pedúnculo, con o sin bractéolas, las flores formando una cabeza densa. Sépalos connados en la base. Corola de color blanco, anaranjado o amarillo, infundibuliforme; tubo ventral ventricoso. El fruto es cápsula seca ovoide o subglobosa, comprimido lateralmente.

## Distribución y hábitat
Se distribuyen  por Colombia y Venezuela, donde crecen en las rocas húmedas sombreadas en las montañas, en alturas de 1000 - 1350 metros.  

## Taxonomía
Resia ichthyoides fue descrita por Anthonius Josephus Maria Leeuwenberg  y publicado en Acta Botanica Neerlandica 17: 476. 1968.
Etimología
Resia: nombre genérico que está formado por las iniciales de Richard Evans Schultes (1915-2001), que descubrió el género en Colombia.
ichthyoides:  epíteto latíno 